# 西区 (横浜市)
西区（にしく）は、横浜市を構成する18行政区のうちの一つである。
西区の中核駅である横浜駅およびみなとみらい駅周辺地区は、中区の関内地区とともに横浜市における都心（ツインコア）である「横浜都心」に指定されている。

## 概要
1944年に中区より分区して誕生した。市内では東側に位置するが、中区から分離した際に中区の西側にあることから「西区」と命名された。区の東部は東京湾に面している。
臨海部の横浜みなとみらい21地区の埋め立てにより面積は拡大したが、横浜市18区の中で最も小さく、人口も最少であるが、人口密度は南区に次いで2番目に高い。中心部から海側にかけては商業地だが、その他の地域の大半は住宅地である。中央部を流れる帷子川流域近辺は平地で、近辺をJR東海道線や国道1号なども通過しているが、最北部と最南部の内陸側は高台となっている。住宅地である境之谷の一部と西戸部町1丁目の一部が崖であるため、大雨による土砂崩れの危険性が高く、即時避難指示対象区域に指定されている。
区の東側には日本有数の巨大ターミナル駅である横浜駅が所在しており、駅周辺は市内最大の繁華街を形成している。駅周辺には百貨店や専門店などの大型商業施設が集積し、横浜駅西口一帯は雑多な飲食店街が広がっている。横浜駅みなみ西口方面の南幸には横浜家系ラーメンの元祖である吉村家をはじめとして家系ラーメン店が多数存在し、ラーメン激戦区でもある。みなとみらい21地区は高層オフィスビルやホテル、複合商業施設などが建ち並び、関内を擁する中区とともに横浜市の中心的な行政区として機能している。
- 川: 帷子川、新田間川、石崎川

### 隣接している行政区
- 中区、南区、保土ケ谷区、神奈川区

## 歴史

### 年表
- 西区の区域は元来東海道の神奈川宿および保土ヶ谷宿（いずれも橘樹郡）、橘樹郡の芝生村、岡野新田および藤江新田、久良岐郡の戸部村、平沼新田、尾張屋新田及び太田村から構成されていた。
- 1873年（明治6年）5月1日、区番組制により、戸部町・伊勢町・久良岐郡戸部村・平沼新田・尾張屋新田は第1区2番組に、桜木町（4丁目以降）・福島町・高島町・内田町は第1区3番組に、久良岐郡太田村は第1区4番組に、神奈川宿・橘樹郡芝生村は第3区1番組に、保土ヶ谷宿・橘樹郡藤江新田は第3区2番組にそれぞれ編入される。
- 1874年（明治7年）6月14日、大区小区制により、桜木町・高島町・内田町・橘町・緑町・福永町・福島町・長住町は第1大区2小区に、戸部町・花咲町・伊勢町・宮崎町・老松町・平沼町・藤江町・岡野町・尾張屋町・橘樹郡芝生村・久良岐郡戸部村は第1大区3小区にそれぞれ編入される。
- 1878年（明治11年）12月1日、郡区町村編制法により、大区小区を廃して橘樹郡、久良岐郡ならびに町村を復活。
- 1889年（明治22年）4月1日 市制町村制施行に伴い、同区域は橘樹郡神奈川町（神奈川宿と芝生村）、保土ケ谷町（保土ヶ谷宿と岡野新田）、久良岐郡戸太村（戸部村、平沼新田、尾張屋新田、太田村と吉田新田）ならびに横浜市となる。（横浜市編入部分は鉄道建設のために海面を埋め立てた高島町・花咲町と旧戸部村と平沼新田の内、既に町屋が形成されていた戸部町、平沼町からなる。）
- 1895年（明治28年）7月1日 久良岐郡戸太村が町制を施行し、戸太町となる。
- 1901年（明治34年）4月1日 橘樹郡保土ケ谷町の一部（岡野新田と岩間字久保山・大谷・林越・大丸）、および神奈川町と久良岐郡戸太町の全域が横浜市に編入される。
- 1911年（明治44年）4月1日 橘樹郡保土ケ谷町の一部（岩間字池上・東台・外荒具・道上・塩田・反町および字宮下・殿田・関面・久保山下）が横浜市に編入される。
- 1927年（昭和2年）10月1日 区制が施行され、神奈川区（平沼町・西平沼町・高島通・表高島町・浅間町・南浅間町・浅間台・宮ヶ谷・南軽井沢・北軽井沢・岡野町・楠町・南幸町・北幸町）および中区（久保町・戸部町・西戸部町・伊勢町・宮崎町・老松町・南太田町・花咲町・桜木町・内田町・緑町・長住町・橘町）に編入される。
- 1943年（昭和18年）12月1日 神奈川区の内、戸部警察所管内の地域（上記括弧内の地域）を中区に編入。戦時下の戦時配給制度の手続の軽減を図るのがその理由。西区分区への前段階として実施された。
- 1944年（昭和19年）4月1日 中区より分区して誕生。

### 区名の由来
市内では東に位置するが、中区から分離した際に中区の西にあることから「西区」と命名された。

## 人口
- 1940年　 43,367
- 1945年　 66,442
- 1947年　 85,292
- 1950年　100,446
- 1955年　105,925
- 1960年　104,173
- 1965年　104,255
- 1970年　 97,906
- 1975年　 89,015
- 1980年　 80,539
- 1985年　 78,858
- 1990年　 76,978
- 1995年　 75,758
- 2000年　 78,320
- 2005年　 84,944
- 2010年　 94,867
- 2015年　 98,532

## 町名
西区内では、一部の区域で住居表示に関する法律に基づく住居表示が実施されている。
| 町名               | 町名の読み           | 設置年月日     | 住居表示実施年月日 | 住居表示実施直前の町名                                                                   | 備考                    |
| ------------------ | -------------------- | -------------- | ------------------ | ---------------------------------------------------------------------------------------- | ----------------------- |
| 桜木町             | さくらぎちょう       | 1889年4月1日   | 未実施             |                                                                                          | 1 - 3丁目は中区に属す   |
| 花咲町             | はなさきちょう       | 1889年4月1日   | 未実施             |                                                                                          | 1 - 3丁目は中区に属す   |
| 紅葉ケ丘           | もみじがおか         | 1928年9月1日   | 未実施             |                                                                                          |                         |
| 宮崎町             | みやざきちょう       | 1889年4月1日   | 未実施             |                                                                                          |                         |
| 老松町             | おいまつちょう       | 1889年4月1日   | 未実施             |                                                                                          |                         |
| 東ケ丘             | あずまがおか         | 1935年7月1日   | 未実施             |                                                                                          |                         |
| 赤門町             | あかもんちょう       | 1935年7月1日   | 未実施             |                                                                                          | 1丁目は中区に属す       |
| 霞ケ丘             | かすみがおか         | 1935年7月1日   | 未実施             |                                                                                          |                         |
| 西戸部町           | にしとべちょう       | 1901年4月1日   | 未実施             |                                                                                          |                         |
| 伊勢町             | いせちょう           | 1889年4月1日   | 未実施             |                                                                                          |                         |
| 御所山町           | ごしょやまちょう     | 1928年9月1日   | 未実施             |                                                                                          |                         |
| 戸部本町           | とべほんちょう       | 1966年5月1日   | 1966年5月1日       | 戸部町、江梅町、天神町、石崎町、桜木町、御所山町の各一部                                 |                         |
| 中央               | ちゅうおう           | 1966年5月1日   | 1966年5月1日       | 扇田町、伊勢町、石崎町、西前町、杉山町、天神町、江梅町、西戸部町、藤棚町の各一部         |                         |
| 戸部町             | とべちょう           | 1889年4月1日   | 未実施             |                                                                                          |                         |
| 高島               | たかしま             | 1966年5月1日   | 1966年5月1日       | 表高島町、高島通、内田町、桜木町、西平沼町、平沼町の各一部                               |                         |
| 平沼               | ひらぬま             | 1966年5月1日   | 1966年5月1日       | 平沼町、高島通、桜木町、西平沼町、扇田町、浜松町、石崎町の各一部                         |                         |
| 西前町             | にしまえちょう       | 1928年9月1日   | 未実施             |                                                                                          | 字1丁目は1966年に廃止。 |
| 藤棚町             | ふじだなちょう       | 1928年9月1日   | 未実施             |                                                                                          |                         |
| 境之谷             | さかいのたに         | 1935年7月1日   | 未実施             |                                                                                          |                         |
| 元久保町           | もとくぼちょう       | 1935年7月1日   | 1977年8月1日       | 元久保町、境之谷、東久保町、南区庚台、南区清水ケ丘、南区伏見町、保土ケ谷区岩井町の各一部 |                         |
| 東久保町           | ひがしくぼちょう     | 1935年7月1日   | 1977年8月1日       | 東久保町、久保町、元久保町、保土ケ谷区西久保町の各一部                                   |                         |
| 久保町             | くぼちょう           | 1901年4月1日   | 1977年8月1日       | 久保町、境之谷、東久保町、藤棚町の各一部                                                 |                         |
| 浜松町             | はままつちょう       | 1928年9月1日   | 1966年5月1日       | 浜松町、藤棚町、扇田町、杉山町の各一部                                                   |                         |
| 西平沼町           | にしひらぬまちょう   | 1901年4月1日   | 1966年5月1日       | 西平沼町の一部                                                                           |                         |
| 岡野               | おかの               | 1965年7月1日   | 1965年7月1日       | 岡野町、平沼町、西平沼町の各一部                                                         |                         |
| 南幸               | みなみさいわい       | 1965年7月1日   | 1965年7月1日       | 南幸町、岡野町、北幸町、平沼町の各一部                                                   |                         |
| 北幸               | きたさいわい         | 1965年7月1日   | 1965年7月1日       | 北幸町、南幸町の各一部                                                                   |                         |
| 楠町               | くすのきちょう       | 1932年1月1日   | 未実施             |                                                                                          |                         |
| 浅間町             | せんげんちょう       | 1901年4月1日   | 未実施             |                                                                                          |                         |
| 南浅間町           | みなみせんげんちょう | 1936年11月1日  | 未実施             |                                                                                          |                         |
| 浅間台             | せんげんだい         | 1936年11月1日  | 未実施             |                                                                                          |                         |
| 宮ケ谷             | みやがや             | 1932年1月1日   | 未実施             |                                                                                          |                         |
| 南軽井沢           | みなみかるいざわ     | 1932年1月1日   | 未実施             |                                                                                          |                         |
| 北軽井沢           | きたかるいざわ       | 1932年1月1日   | 未実施             |                                                                                          |                         |
| みなとみらい一丁目 | みなとみらい         | 1989年10月2日  | 1989年10月2日      |                                                                                          |                         |
| みなとみらい二丁目 | みなとみらい         | 1989年10月2日  | 1989年10月2日      |                                                                                          |                         |
| みなとみらい三丁目 | みなとみらい         | 1989年10月2日  | 1989年10月2日      |                                                                                          |                         |
| みなとみらい四丁目 | みなとみらい         | 1989年10月2日  | 1989年10月2日      |                                                                                          |                         |
| みなとみらい五丁目 | みなとみらい         | 1989年10月2日  | 1989年10月2日      |                                                                                          |                         |
| みなとみらい六丁目 | みなとみらい         | 2005年10月31日 | 2005年10月31日     |                                                                                          |                         |

## 行政
区長
菊地健次（2022年4月1日 - ）
歴代区長
大場茂美（2003年4月1日 - 2006年3月31日）
二木健夫（2006年4月1日 - 2008年3月31日）
浜野四郎（2008年4月1日 - 2009年12月31日）
芳賀宏江（2010年1月1日 - 2012年3月31日）
大久保智子（2012年4月1日 - 2016年3月31日）
吉泉英紀（2016年4月1日 - 2018年3月31日）
寺岡洋志（2018年4月1日 - 2022年3月31日）

### 警察
- 神奈川県戸部警察署が置かれ、区内全域を管轄する。

### 消防
- 横浜市西消防署が担当する。

### その他
- 税務署：東京国税局横浜中税務署が管轄する。
- 年金事務所：横浜中年金事務所が管轄する。

## 経済
巨大繁華街の横浜駅やみなとみらい地区を有することから横浜市の商業中心地となっており、大規模店舗などが多数所在する。
横浜市18区中、小売業売上は1位、卸売業売上は2位と、商業では市内トップであるが、工業は事業所数・従業員数ともに17位と少ない。農業は皆無である。

### 本社・本店を置く主な企業
- 日産自動車（登記上の本店は神奈川区）
- Hyundai Mobility Japan（現代自動車、日本法人）
- いすゞ自動車
- 京浜急行電鉄（京急電鉄）
- 日揮
- 相模鉄道（相鉄）
- 横浜銀行
- 三菱重工業
- オカムラ
- 崎陽軒
- エバラ食品工業
- 日立システムズエンジニアリングサービス
- オンラインコンサルタント
- 千代田化工建設[注 2]
- オーケー（スーパーマーケット）
- ノジマ
- コーエーテクモゲームス[6]

## 生活

### 主な公共施設
- 横浜中央郵便局
- 横浜市中央図書館
- 神奈川県立図書館
- 横浜市青少年図書館
- 横浜市西公会堂
- 神奈川県立青少年センター
- 横浜市西スポーツセンター

### その他
- 水道：横浜市水道局
- 斎場：久保山斎場（東京裁判処刑者火葬地）

### 健康
- 平均年齢：43.6歳（2010年1月1日）
- 平均年齢：44.23歳（2020年1月1日）

## 教育

### 大学
- 横浜国立大学みなとみらいキャンパス（社会人講座が主）
- 神奈川大学みなとみらいエクステンション・センター（社会人講座が主）
- 八洲学園大学（通信制大学）

### 専門学校
- グレッグ外語専門学校横浜校
- アーツカレッジヨコハマ
- 横浜fカレッジ

### 高等学校
- 神奈川県立横浜平沼高等学校
- 八洲学園高等学校 横浜校
- 鹿島学園高等学校 横浜キャンパス
- クラーク記念国際高等学校 横浜キャンパス
- 屋久島おおぞら高等学校 横浜キャンパス

### 中学校
- 横浜市立老松中学校
- 横浜市立岡野中学校
- 横浜市立軽井沢中学校
- 横浜市立西中学校

### 小学校
- 横浜市立東小学校
- 横浜市立一本松小学校
- 横浜市立稲荷台小学校
- 横浜市立浅間台小学校
- 横浜市立戸部小学校
- 横浜市立西前小学校
- 横浜市立平沼小学校
- 横浜市立宮谷小学校
- 横浜市立みなとみらい本町小学校

## 交通

### 鉄道路線
東日本旅客鉄道（JR東日本）
 東海道線・■上野東京ライン・ 湘南新宿ライン・ 横須賀線
- - 横浜駅 -

 京浜東北線・根岸線(  横浜線)
- - 横浜駅 -

京浜急行電鉄（京急）
 本線
- - 横浜駅 - 戸部駅 -

東急電鉄
 東横線
- - 横浜駅

横浜高速鉄道
 みなとみらい線
- 横浜駅 - 新高島駅 - みなとみらい駅 -

相模鉄道（相鉄）
 相鉄本線
- 横浜駅 - 平沼橋駅 - 西横浜駅 -

横浜市営地下鉄
 ブルーライン
- - 横浜駅 - 高島町駅 -

### 路線バス
- 横浜市交通局（横浜市営バス）
  - 浅間町営業所
- 神奈川中央交通
- 相鉄バス
- 江ノ電バス
- 京浜急行バス

#### バス・タクシーターミナル
- 横浜シティ・エア・ターミナル (YCAT)

### 船
- シーバス（ポートサービス）- ぷかりさん橋

### 道路
高速道路
- 首都高速神奈川1号横羽線 横浜駅東口出入口 - みなとみらい出入口
- 首都高速神奈川2号三ツ沢線 横浜駅西口出入口

国道
- 国道1号
- 国道16号

県道
- 神奈川県道13号横浜生田線

市道
- 横浜市主要地方道80号横浜駅根岸線
- 横浜市主要地方道81号藤棚伊勢佐木線
- 横浜市主要地方道83号青木浅間線（横浜市道環状1号線）

## 名所・旧跡・観光スポット・祭事・催事

### 名所・公園
- 横浜みなとみらい21（みなとみらい地区）
  - 横浜ランドマークタワー（高さ約296mの超高層ビル、展望フロアあり）
  - 臨港パーク・日本丸メモリアルパーク・高島水際線公園
- 野毛山公園・野毛山動物園
- 掃部山公園

### 文化施設
- 横浜美術館
- 三菱みなとみらい技術館
- 横浜みなとみらいホール
- 横浜みなと博物館
- 神奈川県立音楽堂
- 横浜能楽堂
- 相鉄本多劇場 - 2014年11月30日をもって閉館
- そごう美術館

### 文化財
- ドックヤードガーデン（重要文化財：旧横浜船渠株式会社第二号船渠）

### 旧跡・宗教施設
- 伊勢山皇大神宮
- 成田山横浜別院延命院
- 水天宮平沼神社
- 杉山神社
- 浅間神社
- 願成寺
- 久保山霊堂（A級戦犯荼毘所）

### 祭事・催事
- 横浜開港祭（臨港パーク・6月）
- ヨコハマカーニバル（横浜駅周辺・8月） - 2009年（第31回）の開催を最後に廃止

### 商業・レジャー施設

#### 横浜駅周辺
- JR横浜タワー
- 相鉄ジョイナス
- そごう横浜店
- 横浜岡田屋、横浜岡田屋モアーズ
- 横浜髙島屋
- 横浜スカイビル
- 横浜ポルタ

#### みなとみらい地区
- ランドマークプラザ（横浜ランドマークタワーに併設）
- クイーンズスクエア横浜（みなとみらい東急スクエア）
- MARK IS みなとみらい (Orbi Yokohama)
- 横浜ジャックモール - 2012年9月30日をもって閉館
- マリノスタウン - 2016年1月をもって閉鎖
- 横浜アンパンマンこどもミュージアム
- GENTO YOKOHAMA（横浜BLITZ、横濱はじめて物語、109シネマズ） - 2015年1月をもって閉館

#### 戸部駅・西横浜駅周辺
- シネマノヴェチェント

## 出身有名人
- 黒沢年雄（俳優）
- 鈴木みのる（格闘家）
- 田上等（政治活動家）
- 三井弘次（俳優）
- 高樹千佳子（タレント）
- 都千代（長寿世界一）

住民票を持つ有名な生物・名誉区民
- タマちゃん（ニシ タマオ）